# Escalada esportiva nos Jogos Olímpicos de Verão de 2024 - Combinado masculino
A competição do combinado masculino da escalada esportiva nos Jogos Olímpicos de Verão de 2024 foi disputada entre 5 e 9 de agosto de 2024 no Local de Escalada Esportiva de Le Bourget, em Saint-Denis. Um total de 20 escaladores de 16 Comitês Olímpicos Nacionais (CON) participaram do evento. Para Paris 2024, a prova manteve as disciplinas do boulder e do lead (dificuldade), mas a prova de velocidade passou a contar com seu próprio evento.

## Qualificação
Um total de 20 escaladores se classificaram ao evento combinado em Paris 2024. Cada Comitê Olímpico Nacional (CON) só poderia inscrever no máximo dois competidores, com as vagas sendo atribuídas nominalmente aos escaladores.

## Calendário
Horário local (UTC+2)
| Data                | Horário    | Fase                         |
| ------------------- | ---------- | ---------------------------- |
| 5 de agosto de 2024 | 9:00       | Semifinal – boulder          |
| 7 de agosto de 2024 | 9:00       | Semifinal – lead             |
| 9 de agosto de 2024 | 9:15 11:35 | Final – boulder Final – lead |

## Medalhistas
| Ouro   | GBR Toby Roberts   |
| Prata  | JPN Sorato Anraku  |
| Bronze | AUT Jakob Schubert |

## Resultados

### Semifinalboulder
A fase semifinal do boulder foi realizada em 5 de agosto de 2024.
| Pos. | Escalador                  | Boulder | Boulder | Boulder | Boulder | Total |
| Pos. | Escalador                  | 1       | 2       | 3       | 4       | Total |
| ---- | -------------------------- | ------- | ------- | ------- | ------- | ----- |
| 1    | JPN Sorato Anraku          | 24.9    | 25.0    | 9.5     | 9.6     | 69.0  |
| 2    | JPN Tomoa Narasaki         | 9.8     | 10.0    | 9.8     | 24.8    | 54.4  |
| 3    | GBR Toby Roberts           | 9.8     | 9.7     | 9.9     | 24.7    | 54.1  |
| 4    | FRA Sam Avezou             | 10.0    | 10.0    | 4.8     | 24.4    | 49.2  |
| 5    | CZE Adam Ondra             | 9.6     | 9.6     | 4.7     | 24.8    | 48.7  |
| 6    | AUT Jakob Schubert         | 24.9    | 9.9     | 5.0     | 4.9     | 44.7  |
| 7    | BEL Hannes Van Duysen      | 10.0    | 9.8     | 4.8     | 9.7     | 34.3  |
| 8    | GBR Hamish McArthur        | 9.9     | 10.0    | 9.3     | 5.0     | 34.2  |
| 9    | FRA Paul Jenft             | 4.9     | 9.9     | 9.8     | 9.5     | 34.1  |
| 10   | KOR Lee Do-hyun            | 9.6     | 9.9     | 9.5     | 5.0     | 34.0  |
| 11   | USA Colin Duffy            | 10.0    | 9.9     | 9.1     | 4.8     | 33.8  |
| 12   | GER Yannick Flohé          | 10.0    | 10.0    | 4.9     | 4.8     | 29.7  |
| 13   | CHN Pan Yufei              | 4.9     | 9.6     | 5.0     | 9.5     | 29.0  |
| 14   | ESP Alberto Ginés López    | 9.9     | 9.7     | 4.1     | 5.0     | 28.7  |
| 15   | GER Alexander Megos        | 5.0     | 9.7     | 5.0     | 5.0     | 24.7  |
| 16   | SUI Sascha Lehmann         | 4.5     | 5.0     | 9.5     | 5.0     | 24.0  |
| 17   | SLO Luka Potočar           | 0.0     | 9.6     | 5.0     | 5.0     | 19.6  |
| 18   | USA Jesse Grupper          | 0.0     | 9.6     | 4.5     | 4.8     | 18.9  |
| 19   | AUS Campbell Harrison      | 0.0     | 4.4     | 0.0     | 5.0     | 9.4   |
| 20   | RSA Mel Janse van Rensburg | 0.0     | 0.0     | 4.7     | 4.7     | 9.4   |

### Semifinallead
A fase semifinal do lead foi realizada em 7 de agosto de 2024.
| Pos. | Escalador                  | Pontos |
| ---- | -------------------------- | ------ |
| 1    | ESP Alberto Ginés López    | 72.0   |
| 2    | GBR Toby Roberts           | 68.1   |
| 2    | CZE Adam Ondra             | 68.1   |
| 4    | JPN Sorato Anraku          | 68.0   |
| 5    | FRA Paul Jenft             | 57.0   |
| 6    | AUT Jakob Schubert         | 54.1   |
| 6    | USA Colin Duffy            | 54.1   |
| 8    | GBR Hamish McArthur        | 45.1   |
| 9    | GER Yannick Flohé          | 39.1   |
| 10   | CHN Pan Yufei              | 30.1   |
| 11   | GER Alexander Megos        | 24.0   |
| 11   | SLO Luka Potočar           | 24.0   |
| 13   | AUS Campbell Harrison      | 14.0   |
| 14   | FRA Sam Avezou             | 12.1   |
| 14   | SUI Sascha Lehmann         | 12.1   |
| 14   | JPN Tomoa Narasaki         | 12.1   |
| 17   | KOR Lee Do-hyun            | 12.0   |
| 17   | USA Jesse Grupper          | 12.0   |
| 17   | BEL Hannes Van Duysen      | 12.0   |
| 20   | RSA Mel Janse van Rensburg | 7.1    |

### Classificação
Após ambas as semifinais, os resultados de cada competidor foi combinada para calcular a pontuação total. Os oito escaladores com as melhores pontuações avançaram para a final.
| Pos. | Escalador                  | Pts. tot. | Notas |
| ---- | -------------------------- | --------- | ----- |
| 1    | JPN Sorato Anraku          | 137.0     | Q     |
| 2    | GBR Toby Roberts           | 122.2     | Q     |
| 3    | CZE Adam Ondra             | 116.8     | Q     |
| 4    | ESP Alberto Ginés López    | 100.7     | Q     |
| 5    | AUT Jakob Schubert         | 98.8      | Q     |
| 6    | FRA Paul Jenft             | 91.1      | Q     |
| 7    | USA Colin Duffy            | 87.9      | Q     |
| 8    | GBR Hamish McArthur        | 79.3      | Q     |
| 9    | GER Yannick Flohé          | 68.8      |       |
| 10   | JPN Tomoa Narasaki         | 66.5      |       |
| 11   | FRA Sam Avezou             | 61.3      |       |
| 12   | CHN Pan Yufei              | 59.1      |       |
| 13   | GER Alexander Megos        | 48.7      |       |
| 14   | BEL Hannes Van Duysen      | 46.3      |       |
| 15   | KOR Lee Do-hyun            | 46.0      |       |
| 16   | SLO Luka Potočar           | 43.6      |       |
| 17   | SUI Sascha Lehmann         | 36.1      |       |
| 18   | USA Jesse Grupper          | 30.9      |       |
| 19   | AUS Campbell Harrison      | 23.4      |       |
| 20   | RSA Mel Janse van Rensburg | 16.5      |       |

### Final

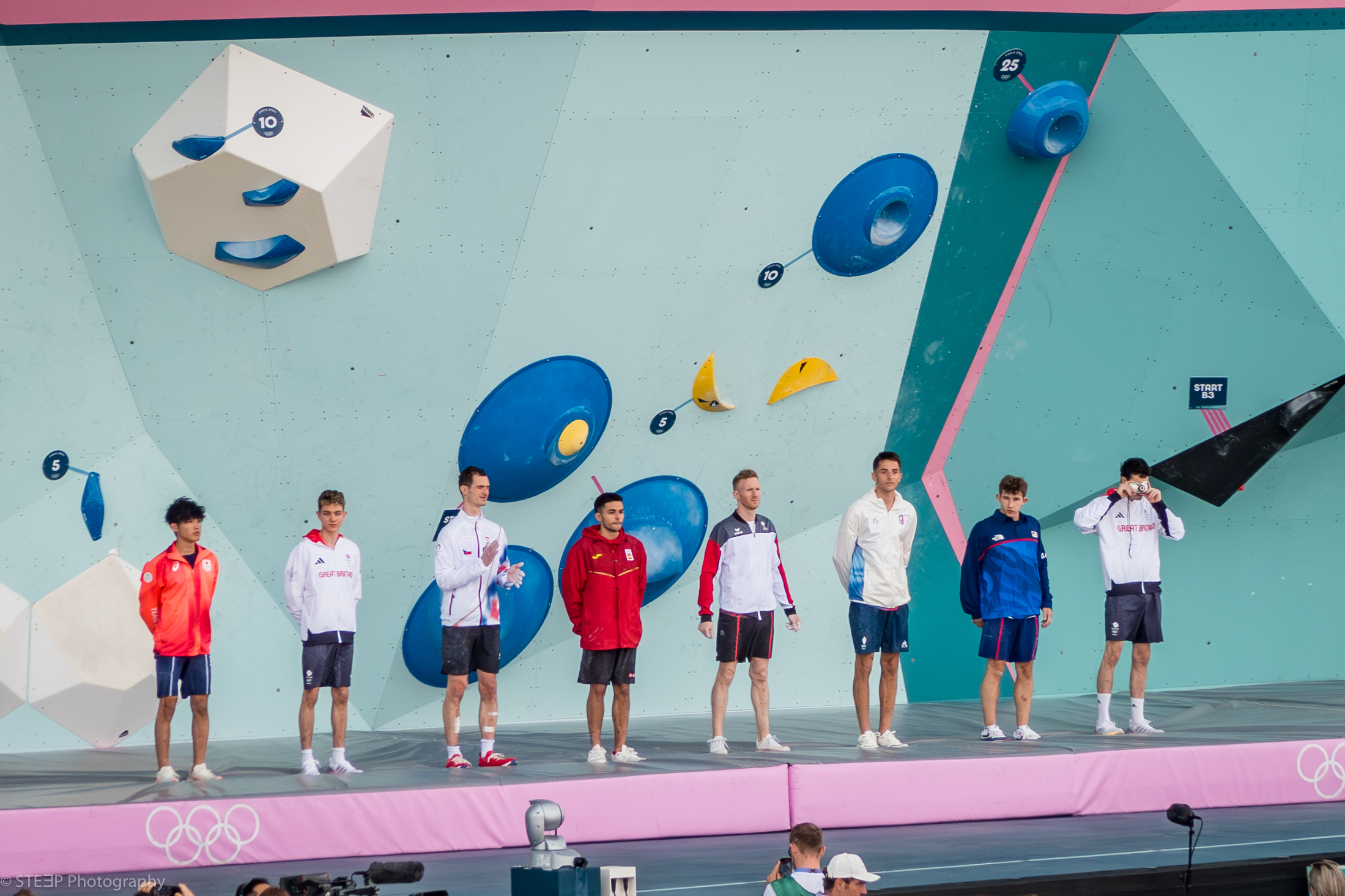
Apresentação dos finalistas

A final do combinado de boulder e lead foi realizada em 9 de agosto de 2024. A pontuação obtida nas duas disciplinas determinou os medalhistas.
| Pos.              | Escalador               | Pts. boulder | Pts. lead | Pts. tot. |
| ----------------- | ----------------------- | ------------ | --------- | --------- |
| Medalha de ouro   | GBR Toby Roberts        | 63.1         | 92.1      | 155.2     |
| Medalha de prata  | JPN Sorato Anraku       | 69.3         | 76.1      | 145.4     |
| Medalha de bronze | AUT Jakob Schubert      | 43.6         | 96.0      | 139.6     |
| 4                 | USA Colin Duffy         | 68.3         | 68.1      | 136.4     |
| 5                 | GBR Hamish McArthur     | 53.9         | 72.0      | 125.9     |
| 6                 | CZE Adam Ondra          | 24.1         | 96.0      | 120.1     |
| 7                 | ESP Alberto Ginés López | 24.1         | 92.1      | 116.2     |
| 8                 | FRA Paul Jenft          | 24.4         | 54.0      | 78.4      |